# Heteractis aurora
Heteractis aurora es una especie de anémona de mar de la familia Stichodactylidae. 
Es de las denominadas hospedantes, que mantienen una relación de mutualismo con otros animales, en su caso con peces payaso (género Amphiprion), los cuales inhiben la liberación de las células urticantes que poseen sus tentáculos, estableciendo una relación de convivencia. De esta manera, los peces payaso se protegen de sus predadores entre los tentáculos urticantes de la anémona, y esta se beneficia de la limpieza de su disco oral y tentáculos como consecuencia de los continuos movimientos de los peces. También hospedan peces damisela, gambas (Thor amboinensis) o cangrejos (Neopetrolisthes maculatus).

## Morfología
Su cuerpo es cilíndrico. Su extremo basal es un disco plano que funciona como pie, el disco pedal, y su extremo apical siendo el disco oral, el cual tiene la boca en el centro, y alrededor tentáculos compuestos de cnidocitos, células urticantes provistas de neurotoxinas paralizantes en respuesta al contacto. La anémona utiliza este mecanismo para evadir enemigos o permitirle ingerir presas más fácilmente hacia la cavidad gastrovascular. 
Esta especie alcanza los 30 cm de diámetro y sus tentáculos tienen entre 4 y 6 cm. Su característica distinguible es la presencia de una especie de anillas en los tentáculos que van reduciendo su grosor según nos acercamos a la punta. 
Presenta diversidad de coloraciones en función de las algas simbiontes, pudiendo tener tonalidades desde verdosas a marrón oscuro, pasando por amarillo. Su cuerpo es carnoso y normalmente presenta una coloración variada, que puede ir desde el rojo hasta el marrón o blanco.

## Alimentación
Las anémonas contienen algas simbióticas llamadas zooxantelas. Las algas realizan la fotosíntesis produciendo oxígeno y azúcares, que son aprovechados por las anémonas, y se alimentan de los catabolitos de la anémona (especialmente fósforo y nitrógeno). No obstante, las anémonas se alimentan tanto de los productos que generan estas algas (entre un 75 y un 90 %), como de las presas de zooplancton o peces, que capturan con sus tentáculos.

## Reproducción
Las anémonas se reproducen tanto asexualmente, por división, en la que el animal se divide por la mitad de su boca formando dos clones; o utilizando glándulas sexuales, encontrando un ejemplar del sexo opuesto. En este caso, se genera una larva plánula ciliada que caerá al fondo marino y desarrollará un disco pedal para convertirse en una nueva anémona.

## Hábitat
Fondos arenosos y terrazas de arrecife, generalmente en el sustrato o en grietas de rocas. Normalmente se localizan entre 1 y 5 m de profundidad, aunque se reportan hasta los 19 metros.

## Distribución geográfica
Se las encuentra en el océano  Indo-Pacífico, incluido el mar Rojo. Está presente en Australia, Egipto, Fiyi, Guam, India, Indonesia, Irán, Israel, Japón, Maldivas, islas Marshall, Papúa Nueva Guinea, Seychelles, Tanzania, Vietnam, Yemen y Yibuti.

## Galería

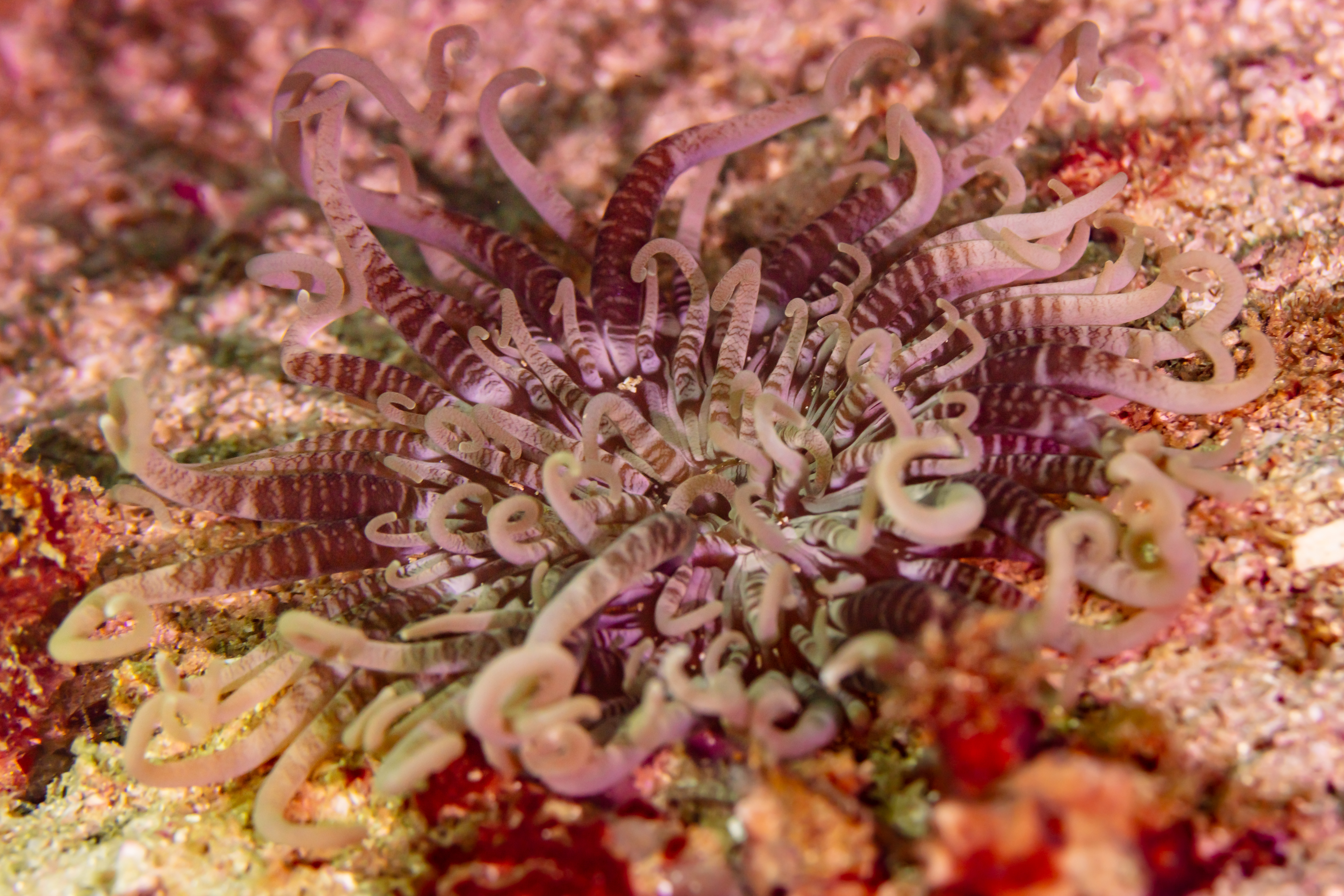
Detalle de tentáculos y disco oral
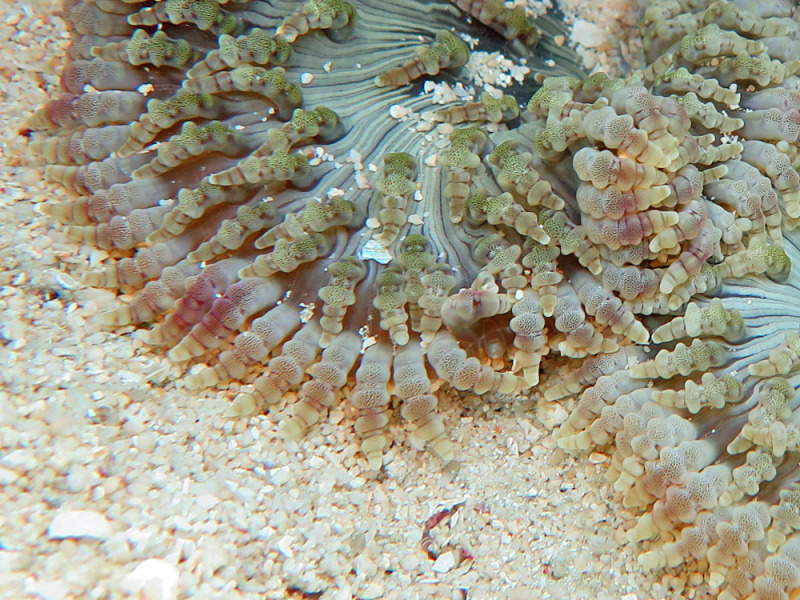
Detalle de tentáculos periféricos
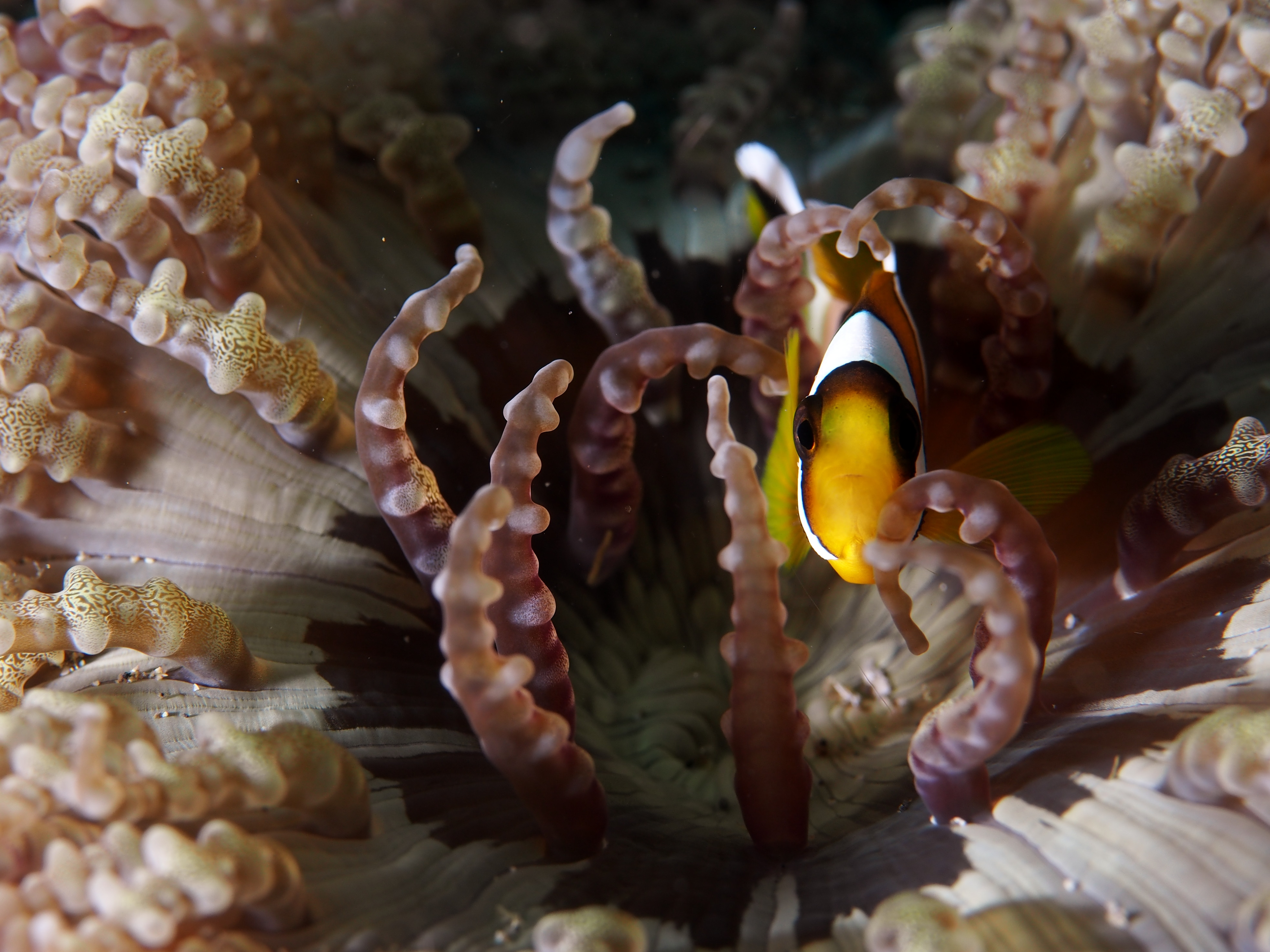
Amphiprion percula encima de la boca de H. aurora
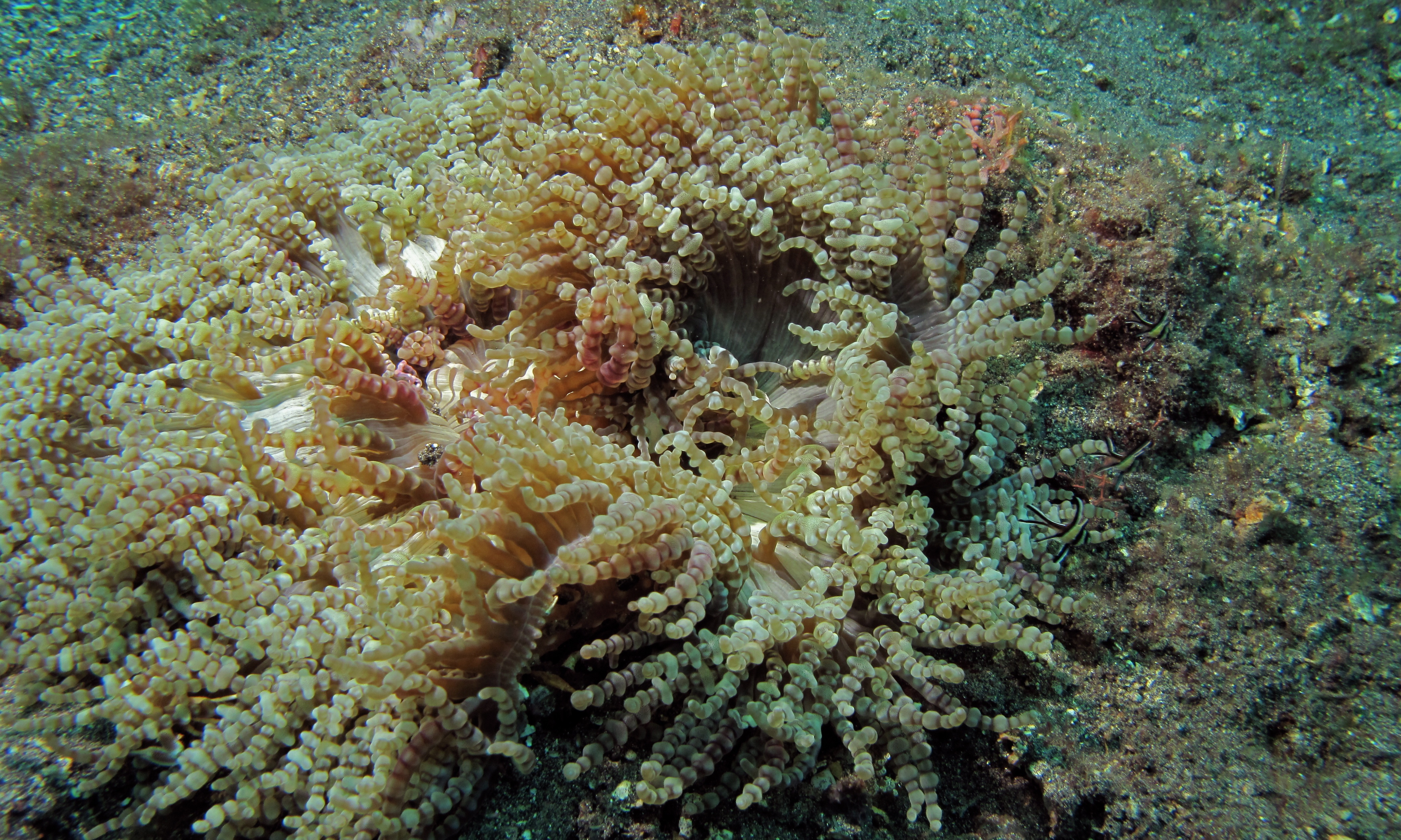
H. aurora en Sulawesi, a la derecha tres peces cardenal Pterapogon kauderni
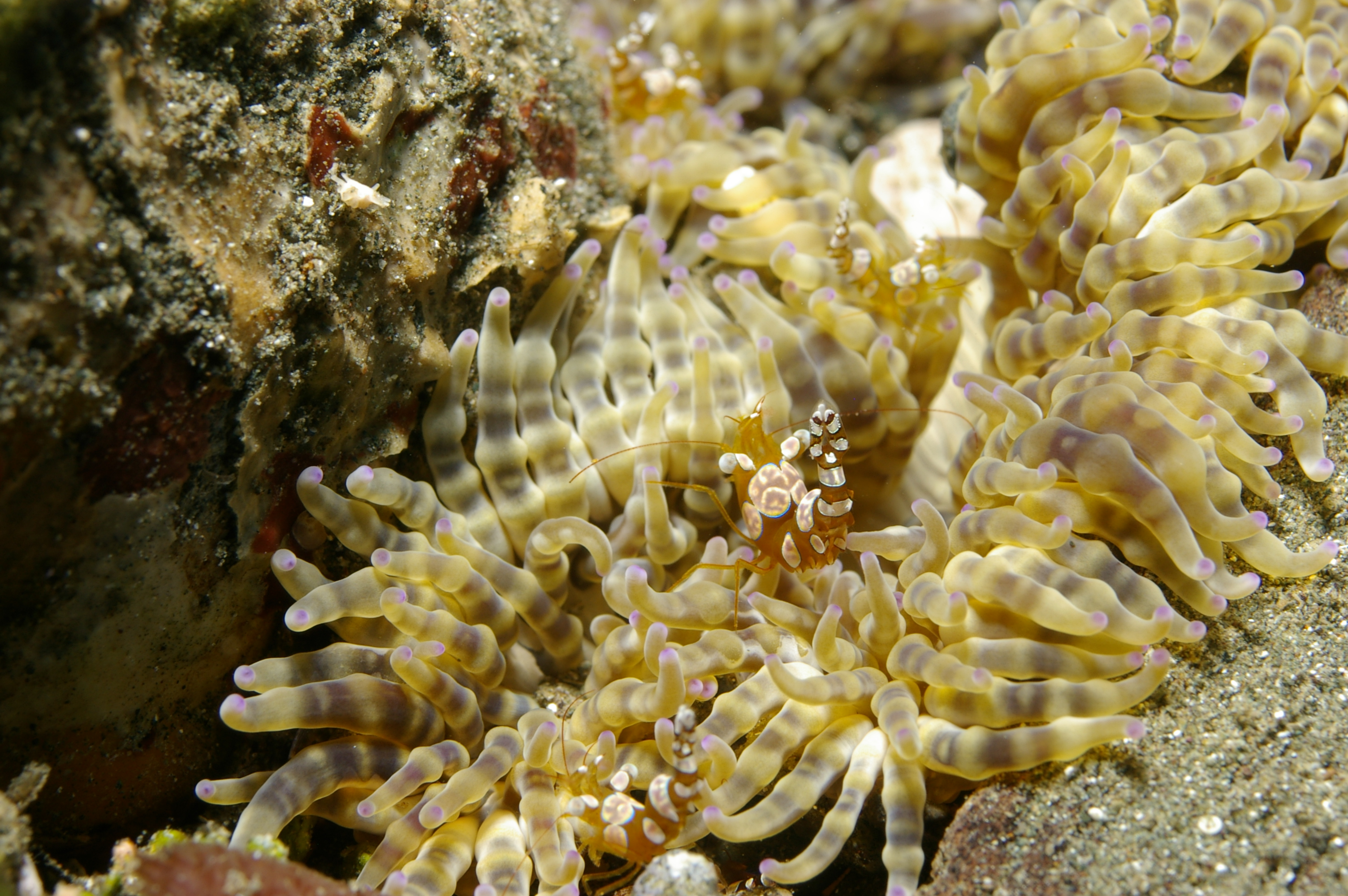
Varios camarones Thor amboinensis hospedados en H. aurora, en Papúa Nueva Guinea
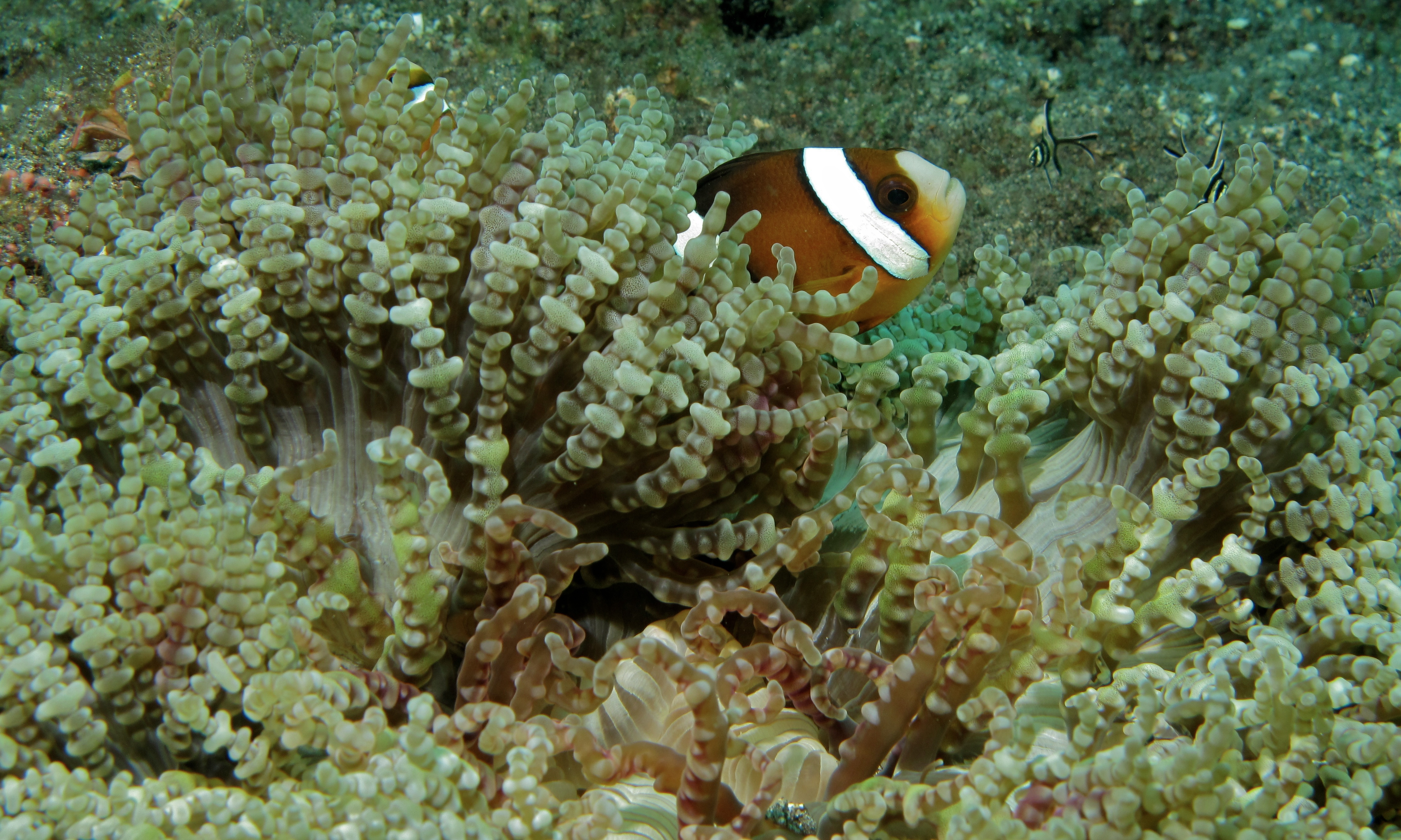
Amphiprion clarkii en H. aurora, Sulawesi
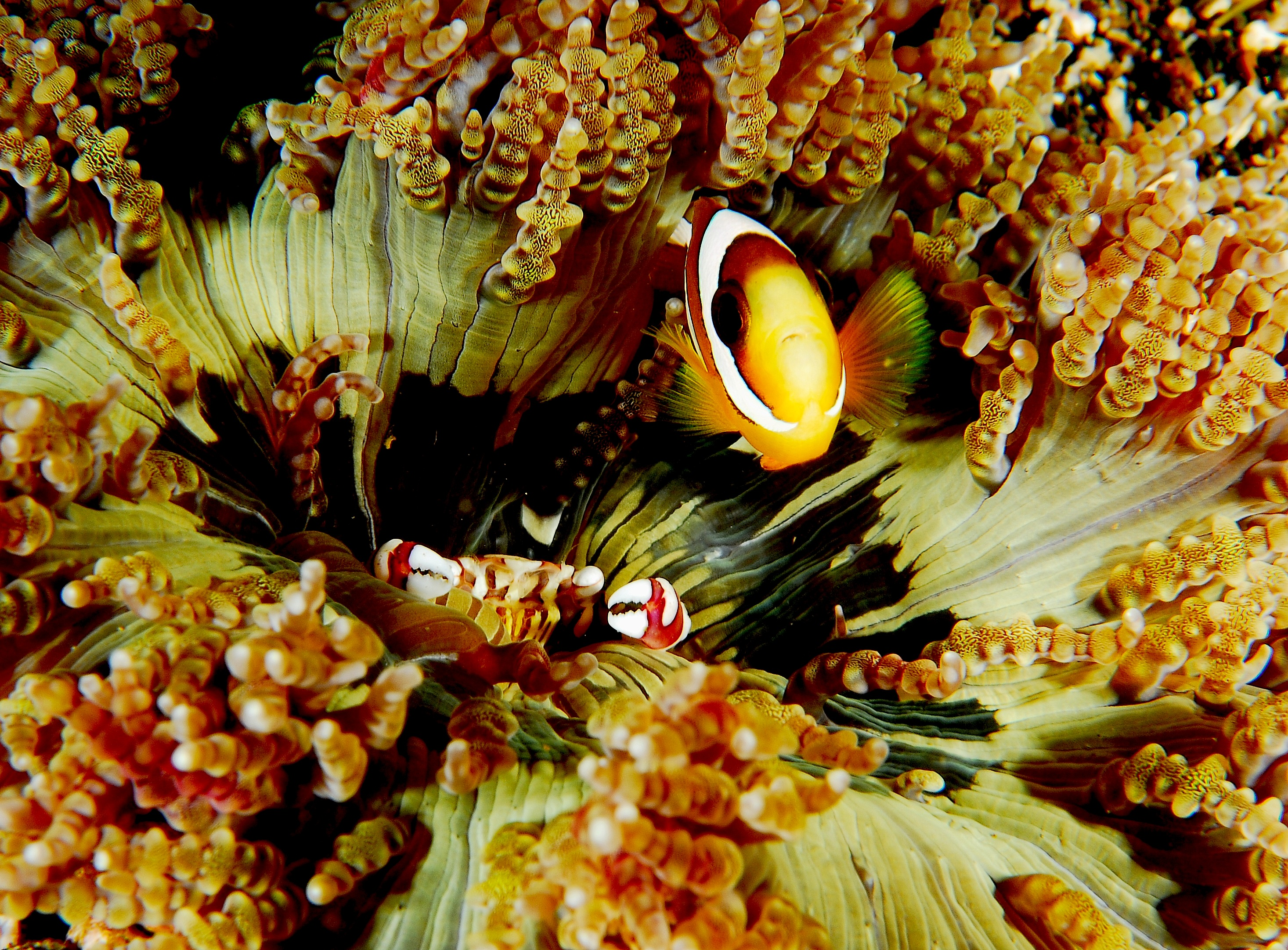
Amphiprion ocellaris y un cangrejo hospedados en H. aurora